# Пушкинский Дом (Лондон)
Пушкинский Дом (англ. Pushkin House) — основанный в 1954 году старейший независимый русский культурный центр Великобритании, расположен в Блумсбери, Лондон. Центр был основан группой русских друзей-эмигрантов во главе с Марией Михайловной Кулманн (Зерновой).
Пушкинский Дом проводит программу русской литературы, поэзии, искусства, кино, музыки, театра и танца, истории, философии и текущих событий. Мероприятия включают лекции, выставки, фильмы, концерты, чтения, дискуссии, дебаты и ежегодную Книжную премию. Это политически независимая благотворительная организация, зарегистрированная в Великобритании, управляемая фондом Pushkin House Trust. Хотя его уставной фонд обеспечивает его независимость, он также получает доход от продажи билетов и пожертвований.

## История
Идея создания в Лондоне центра русской культуры родилась у Мари Зерновой в 1953 году. Вместе с семьей и друзьями она купила здание по адресу Kensington Park Gardens, 24 в Ноттинг-Хилле в качестве дома для студентов и ученых всех национальностей. В 1954 году здесь состоялось первое собрание Пушкинского клуба. К 1956 году стало ясно, что клуб нуждается в собственном помещении, и центр приобрел здание по адресу Ладброк-Гроув, 46, в котором оставался до 2006 года, когда переехал в свои нынешнее помещение на Блумсбери-сквер, №№ 5, 5а и 6, памятник архитектуры 1740-х годов.
С момента основания Пушкинский дом стал свидетелем кардинальных изменений в отношениях между Великобританией и СССР/Россией. Создание Пушкинского дома совпало с послесталинскими годами и «хрущевской оттепелью», когда интерес к русскому языку был очень высок. Эти годы ознаменовались, например, первыми ежегодными приездами трупп Большого и Кировского (Мариинского) театров. Еще были живы несколько выдающихся ученых, писателей и художников послереволюционной эмиграции, и Пушкинский клуб предоставил им площадку для выступлений.
Среди выступавших в первые годы были митрополит Антоний, сэр Исайя Берлин и Элизабет Хилл. В 1955 году Тамара Карсавина рассказала о своей жизни в балете; в следующем году Эдвард Крэнкшоу говорил о Советском Союзе после XX съезда партии. Сестра Скрябина и вдова Метнера были постоянными посетителями. В июне 1962 года в клубе выступал поэт Корней Чуковский.
Мстислав Добужинский, один из последних членов «Мира искусства», провел в клубе не одну выставку и подарил клубу несколько сценических проектов. Была выставка картин и литографий Леонида Пастернака. Советские писатели, приглашенные в Великобританию Британским советом, часто приходили и выступали в Пушкинском клубе; в их число входили Константин Федин и Александр Твардовский в 1960 году. Он также служил репетиционной площадкой для Лондонского ансамбля балалаек, также популярного в 1960-е годы. Пушкинский клуб позволил встречаться и дискутировать людям с противоположными политическими взглядами; что остается правилом и по сей день.

## Мероприятия
Пушкинский дом служит домом русской культуры в Лондоне, является центром англо-российского культурного обмена, предоставляет образование и информацию о русском языке и культуре для частных лиц и учреждений. Центр разработал культурную программу по русской литературе, искусству, кино, музыке, театру, танцу, а также истории, философии и политике. Мероприятия включают лекции, семинары, конференции, выставки, фильмы, концерты и чтения.
Помимо собственных мероприятий, «Пушкинский дом» сотрудничает с другими учреждениями. Здесь проходят лекции Пушкинского клуба и Общества Великобритания-Россия. Курсы русского языка предлагает Центр русского языка, расположенный на верхнем этаже здания. Партнерские отношения существуют с музеями и библиотеками России.

## Книжная премия
Книжная премия Пушкинского дома была учреждена в 2013 году в целях «стимулировать общественное понимание и интеллектуальные дискуссии о русскоязычном мире». Приз в размере £10,000 вручается за книгу, изданную на английском языке, но приветствуется перевод и с других языков, включая русский.
- 2013 — Дуглас Смит[англ.]. Бывшие люди. Последние дни русской аристократии
- 2014 — Кэтрин Мерридейл. Красная крепость. Тайное сердце истории России
- 2015 — Сергей Плохий. Последняя империя. Падение Советского Союза
- 2016 — Доминик Ливен. Навстречу огню. Империя, война и конец царской России
- 2017 — Розалинд Блейксли[англ.]. Русский холст. Живопись в императорской России 1757—1881
- 2018 — Алексис Пери[англ.]. Война изнутри. Дневники времен блокады Ленинграда
- 2019 — Сергей Плохий. Чернобыль. История ядерной катастрофы
- 2020 — Сергей Медведев. Возвращение русского Левиафана
- 2021 — Арчи Браун[англ.]. Человеческий фактор. Горбачёв, Рейган, Тэтчер и конец холодной войны
- 2022 — Мэри Элиз Саротт[англ.]. Ни одного дюйма. Америка, Россия и тупик, созданный после холодной войны
- 2023 — Оуэн Мэтьюз[англ.] Overreach: The Inside Story of Putin and Russia’s War Against Ukraine
- 2024 — Елена Костюченко, I Love Russia: Reporting from a Lost Country